# Ciadra
Ciadra (in sloveno Čadrg) è una frazione del comune di Tolmino, posta all'interno del parco nazionale del Tricorno. Comune catastale autonomo in epoca asburgica (comprendendo anche il vicino villaggio di Zalaz, oggi Zadlaz-Čadrg), è famosa per la produzione del tipico formaggio di Tolmino. All'abitato appartiene anche l'agglomerato di Ozidje.

## Nome
Molto probabilmente il toponimo locale deriva dal nome personale slavo Ča(je)dragъ, dal quale si sviluppò in seguito il nome di Čadrg. Nei documenti antichi, il luogo è menzionato nel 1257 come Zadroc, nel 1377 Zadroch e Çadrach, nel 1515 Tschadrach e nel 1523 come Tscadra.

## Alture principali
Vrh Konca (909 m), monte Kobilnik (688 m), monte Kalec (1023 m), monte Nos (1023 m), monte Na Rešlju (1161 m) e monte Ruta (1082 m).

## Corsi d'acqua
Fiume Tolminca (Tolminka), Zadlasčica.